# As Mil e Uma Noites de uma Mocidade pra Lá de Marrakech
As mil e uma noites de uma 'Mocidade' pra lá de Marrakesh foi o enredo apresentado pela Mocidade Independente de Padre Miguel no desfile das escolas de samba do Rio de Janeiro de 2017, conquistando o seu sexto título de campeã, empatada em primeiro lugar com a Portela.

## Enredo
A ideia da escola ao homenagear o Marrocos era conseguir o patrocínio de empresas marroquinas. No fim de 2016, uma comitiva da Mocidade foi a Marrakech para negociar apoios. A companhia aérea Royal Air Maroc, porém, foi a única a fechar negócios.
O enredo inicialmente recebeu críticas da comunidade de Padre Miguel. No entanto, o carnavalesco Alexandre Louzada conseguiu mudar esse quadro ao dirigir sua interpretação para os contos das Mil e Uma Noites. Contrariando seu próprio estilo, Louzada criou um desfile sem alegorias gigantes.

## Desfile
A escola foi a terceira a desfilar na noite de 27 de fevereiro. A comissão de frente causou impacto ao mostrar Aladim voando num tapete mágico — na verdade, um aeromodelo que evoluía sobre a Passarela do Samba enquanto o dançarino que representava o personagem ficava escondido numa tenda. Outro truque foi usar bonecos para simular uma comissão com 23 dançarinos, acima dos 15 permitidos pelo regulamento.
Daí em diante, o desfile se alternou entre elementos das Mil e Uma Noites, como o carro de Ali Babá, e representações do comércio, com alas de mascates. As baianas, vestidas de vendedoras de hortelã, borrifavam essência sobre o público. No fim do desfile, uma parte de um carro alegórico quebrou e um componente caiu, mas sem sofrer ferimentos graves.

## Ficha técnica
- Enredo: Alexandre Louzada
- Carnavalesco: Alexandre Louzada
- Presidente: Wandyr Trindade (Vô Macumba)
- Direção de carnaval: Marco Antonio Marino
- Direção de harmonia: Wallace Capoeira e Robson Veloso
- Alas: 27
- Direção de bateria: Dudu
- Ritmistas: 262
- Rainha de bateria: Camila Silva
- 1º casal de mestre-sala e porta-bandeira: Cristiane Caldas e Diego Jesus
- Comissão de frente: Jorge Texeira e Saulo Finelon[10]

## Samba-enredo
O samba-enredo foi composto por Altay Veloso, Paulo César Feital, Zé Glória, J. Giovanni, Dadinho, Zé Paulo Sierra, Gustavo, Fábio Borges, André Baiacú e Thiago Meiners. O intérprete foi Wander Pires.

## Resultado
A Portela, que não vencia há 33 anos, foi declarada vencedora após a apuração ocorrida na quarta-feira de cinzas, em 1 de março. Porém, após divulgação das justificativas das notas dos jurados, foi constatado um erro que afetou a nota do jurado Valmir Aleixo, do quesito Enredo. Ele descontou equivocadamente um décimo da Mocidade por causa de um roteiro de desfile desatualizado. A escola de Padre Miguel entrou então com um recurso administrativo que solicitava a divisão de título. Na plenária de 5 de abril de 2017, realizada entre a LIESA e os presidentes das escolas de samba do Grupo Especial, foi decidida a divisão de título entre Portela e Mocidade.

## Premiações
Pelo seu desfile, a Mocidade recebeu os seguintes prêmios:
- Estrela do Carnaval [12]

1. Melhor comissão de frente

- Gato de Prata [13]

1. Melhor escola
2. Melhor ala de passistas masculinos
3. Melhor carnavalesco (Alexandre Louzada)
4. Melhor direção de carnaval (Marquinho Marino)
5. Originalidade: Aladim da Comissão de Frente

- Plumas & Paetês Cultural [14]

1. Melhor comissão de frente
2. Melhor carnavalesco (Alexandre Louzada)
3. Costureira (Alessandra Reis e equipe)
4. Figurinista (Roberto Monteiros)
5. Desenhistas (Gabriel Haddad, Monclair Filho e Roberto Monteiros)
6. Destaque de luxo feminino (Regina Marins)
7. Destaque de luxo masculino (João Baptista)

- Prêmio SRzd [15]

1. Melhor comissão de frente
2. Melhor carnavalesco (Alexandre Louzada)

- S@mba-Net [16]

1. Melhor comissão de frente

- Tamborim de Ouro [17]

1. Melhor comissão de frente
2. Melhor bateria

- Troféu Bateria [18]

1. Bateria do povo
2. Melhor ala de caixa
3. Melhor paradinha/bossa (refrão do meio)

- Troféu Sambista [19]

1. Melhor comissão de frente